# アラン・トワイライト
アラン・トワイライト（1865年11月30日 - ）は、1972年2月から1976年5月にかけて主に『別冊少女コミック』（小学館）に連載された漫画『ポーの一族』（萩尾望都）の登場人物。架空の人物。
2016年、連載終了から40年ぶりに『月刊フラワーズ』7月号に発表された「春の夢」で再登場する。

## 登場作品
1. グレンスミスの日記（『別冊少女コミック』1972年8月号）
2. ポーの一族（『別冊少女コミック』1972年9月 - 12月号）
3. 小鳥の巣（『別冊少女コミック』1973年4月 - 7月号）
4. ペニー・レイン（『別冊少女コミック』1975年5月号）
5. リデル・森の中（『別冊少女コミック』1975年6月号）
6. ランプトンは語る（『別冊少女コミック』1975年7月号）
7. ピカデリー7時（『別冊少女コミック』1975年8月号）
8. はるかな国の花や小鳥（『週刊少女コミック』1975年37号）
9. ホームズの帽子（『別冊少女コミック』1975年11月号）
10. 一週間（『別冊少女コミック』1975年12月号）
11. エディス（『別冊少女コミック』1976年4月 - 6月号）
12. 春の夢（『月刊フラワーズ』2016年7月号、2017年3月 - 7月号）
13. ユニコーン（『月刊フラワーズ』2018年7月 - 9月号、2019年5月 - 6月号）
14. 秘密の花園（『月刊フラワーズ』2019年7月号、2020年8月号 - 11月号、2021年6月号 - 8月号、10月号 - 11月号）
15. （番外編ショート）月曜日はキライ（『月刊フラワーズ』2020年7月号）
16. （新春おとしだまショート）火曜日はダイエット（『月刊フラワーズ』2021年2月号）
17. （特別ショートストーリー）満月の夜（『月刊フラワーズ』2021年12月号）

## 経歴
1865年、とある港町の貿易商会の一人息子として生まれる。実家のトワイライト商会は市に強い影響力を持ち、その跡取り息子として誰からもちやほやされる環境で育った。また、幼少期からローザことロゼッティ・エンライトと婚約しており、アラン自身もローザに好意を持っていた。しかし1873年、港で起こった事故で父とローザを同時に失う。その後は商会の実権目当てで家に住み着いた伯父一家を嫌っていた。
1879年、エドガーとメリーベルの兄妹に出会う。当初は自分に従わないエドガーを嫌っていたが、やがて対等の相手として心を開くようになる。また、亡きローザにそっくりのメリーベルと引き会わされ、彼女に恋心を抱くようになる。その後、無理やり伯父の娘のマーゴットと結婚させられそうになり、追い詰められてメリーベルにプロポーズする。1度は断られたものの、彼女に「わたしたちといっしょに、ときをこえて遠くへいく？」と誘いかけられ、思い悩む。しかし、信頼し大切にしていた母親が伯父と親密にしているところを偶然目撃してショックを受け、そのことで伯父と揉み合いになった末に、はずみで階段から突き落としてしまった（実際には気を失っただけ）。それを見たマーゴットに「人殺し!!」と罵られたことで自暴自棄になり自室へ逃げ込み、直後窓辺に現れたエドガーから、メリーベルが消滅したことを聞かされる。それでもエドガーと共に行くことを選び、エドガーからバンパネラ（吸血鬼）の血を体内に注がれ一族に加わった。以後100年近くの時を2人で駆け巡る（「ポーの一族」）。
1966年、クエントン館の火災で逃げ遅れたシャーロッテ・エヴァンズを助けようとしたが、彼女がロザリオを身に着けていたために手を伸ばすことができなかった。以後、そのことに負い目を持つようになる（「ランプトンは語る」）。
10年後の1976年、シャーロッテの妹で、エドガーにそっくりなエディスに惹かれ付き合い始める。しかしエヴァンズ家で火災が起こり、気絶して1人で家に取り残されたエディスを助けようとした際、誤って階下に落下し、以後、消息不明になる（「エディス」）。
2016年、ミュンヘンで40年ぶりに姿を現したエドガーとともに、ほとんど炭と化した塊として現れる（「ユニコーン」）。

## 人物
まだ幼さが残る表情、ストレートの金髪は顎ほどの長さに伸ばしている14歳の容姿を有する少年。
裕福な家庭でちやほやされて育ったことからか、人間時代は尊大で傲慢な性格で、常に居丈高に振舞っていた。エドガーからもお坊ちゃん育ちを指摘されて、当初は軽蔑されていた。一方で根は優しく、非常に母親思いでもあった。自分のせいで怪我（けが）したエドガーを医者に見せる、シャーロッテ・エヴァンズの死に負い目を持つなど、自責の念が強い面もある。
バンパネラになって以降は、やや我儘で子供っぽい性格になる。メリーベル同様血が合わなかったらしく、同じように弱ってしまうこともある。
バンパネラとして永遠のときを生きるようになっても、感情豊かで思慮が浅く表面的な言動にとらわれがちで、常に冷静でシニカルなエドガーとは対照的であった。そのため、自分を深く愛するエドガーのことも誤解しており、エドガーにとって自分は亡きメリーベルの身代わりだと最期まで思い込んでいた。

## 名前の由来
- アランの名は、エドガー・アラン・ポーに由来することが、作者自身により明らかにされている[3]。
- なお、トワイライトの名字は、構想段階での「トワイニング」から変えられたものである[4]。

## アランを演じた声優・俳優

### ラジオドラマ
- 斎賀みつき

2007年10月6日より毎週土曜日、ラジオ関西で放送のアニたまどっとコム内の「連続ラジオドラマ ポーの一族」にて。
斎賀はドラマでアランを演じるとともに、番組のパーソナリティを務めた。

### ドラマCD
- 斎賀みつき

「連続ラジオドラマ ポーの一族」放送終了後、各4話ずつ収録で全6巻が発売された「連続ラジオドラマ ポーの一族」ディレクターズカット版にて。
- 江口拓也

2013年3月22日、映劇のドラマCDレーベル「e☆star」より発売された「ポーの一族 エドガーとアラン篇」にて。

### 舞台
- 柚香光

ミュージカル・ゴシック『ポーの一族』（宝塚歌劇花組公演）（2018年1月 - 3月、宝塚大劇場・東京宝塚劇場）※宝塚歌劇団花組上演
- 千葉雄大

ミュージカル・ゴシック『ポーの一族』（2021年1月 - 2月、梅田芸術劇場・2月、東京国際フォーラム）